# Trébol Clan
Trébol Clan var en puertoricansk musikgrupp inom reggaeton-genren som grundades 1996 av Héctor L. Pagán Mateo, Gilberto Matías Vélez och Omar. Gruppen är en av de mest välkända och framgångsrika inom genren genom tiderna.
En av gruppens i särklass mest framgångsrika låtar är Agárrala, även känd som Agarrala, Pegala, Azotala, från debutalbumet Los Bacatranes som dock senare kom att remixas. Remixen av låten är gruppens mest spelade på Spotify med över 44 miljoner lyssningar, men låten har också kritiserats för dess lyrik av överdriven sexuell karaktär. Låten förknippas även med fribrottaren La Hiedra som använder den som temamusik. 

## Karriär
Tillsammans med DJ Joe utvecklades gruppen och 2004 släpptes deras debutalbum Los Bacatranes som fick goda recensioner och nådde en tredjeplats på Billboards latinamerikanska topplista under sommaren 2004. Albumet producerades till stor del av DJ Joe och gästades av bland andra Don Omar.
Under 2000-talet släppte gruppen en hel del singlar, varav många samarbeten med andra artister som Don Omar, Aventura, Tito "El Bambino" och Lowell & Randy. 2008 släppte de ett egenutgivet mixtape; Los Reyes De La Lenta: The Comeback och året därpå släppte de ytterligare ett mixtape; Fantasía Musical, denna gång via skivbolaget Machete Records. Även om dessa projekt var välrecenserade, så nådde inget av de den framgång som deras debutalbum gav.
I mars 2010 splittrades Trébol Clan, men alla medlemmarna har fortsatt producera musik, antingen via solokarriärer eller nya samarbeten. Efter splittringen har flera av medlemmarna fortsatt göra musik tillsammans, samtidigt som de mellan andra har bråkats och bland annat har Gilberto Matías Vélez (Berto El Original) framfört diverse anklagelser mot tidigare gruppmedlemmen DJ Joe i media. Under tiden har grundaren Héctor L. Pagán Mateo  (Trébol) fortsatt under namnet Trébol Clan som soloartist. 2015 släppte han albumet Yo Soy Trébol: El Artista via Fantasy Records. 2020 har det så smått ryktats om en fullskalig återförening av gruppen.

## Diskografi
Trébol Clan släppte under sin tid som grupp två fullängdsalbum och två mixtapes. Vidare så har gruppmedlemmar släppt soloprojekt och 2015 släppte den tidigare gruppmedlemmen Héctor L. Pagán Mateo (Trébol) albumet Yo Soy Trébol: El Artista som soloartist, under artistnamnet Trébol Clan, vilket han som grundare ägde rättigheterna till.

### Studioalbum
- 2004: Los Bacatranes
- 2010: Trebol Clan Es Trebol Clan
- 2015: Yo Soy Trébol: El Artista

### Mixtapes
- 2008: Los Reyes De La Lenta: The Comeback
- 2009: Fantasía Musical

### Sidoprojekt av bandmedlemmar
- 2000: Los Genios Musicales (med DJ Joe)
- 2009: The Producers (med DJ Joe och Mr. Frank)